# Épinay-sur-Odon
Épinay-sur-Odon è un comune francese di 633 abitanti situato nel dipartimento del Calvados nella regione della Normandia.

## Società

### Evoluzione demografica
Abitanti censiti